# 石钟山石窟
石钟山石窟，又称石宝山石窟，位于云南省大理白族自治州剑川县沙溪镇石钟山上，开凿于南诏中后期至大理国。因山上有大石如巨钟，因而得名石钟山。石窟分布于石钟寺、狮子关、沙登箐，共17窟，造像233躯。造像题材有佛、菩萨、天王、明王、僧人、居士、供养人，以及南诏王及其侍臣、亲属等。造像具有浓郁的唐宋艺术风格及地方民族特色；多用圆刀技法，布局严谨而有层次，线条圆润流畅，人物身材匀称，带有生活气息。造像内容及雕刻技法上，与四川、重庆等地唐、宋石窟有较多相似处。

## 历史

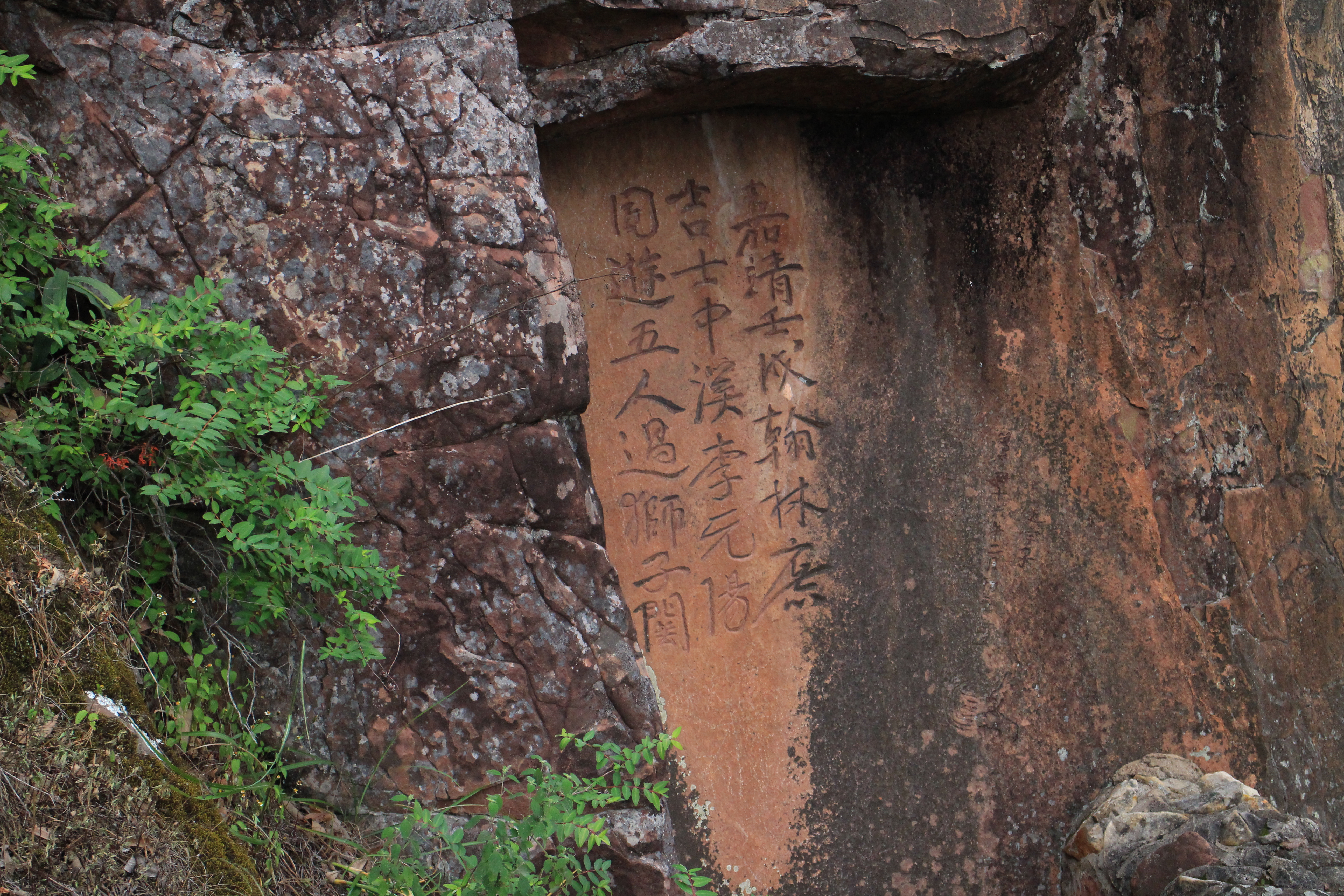
明嘉靖四十一年（1562年）李元阳游览狮子关题刻

石钟山石窟创建时间已不可考，最晚于南诏天启十一年（公元850年，唐大中四年）即已开始。造像延续大长和、大天兴、大义宁三代，直至大理中后期，最早结束于大理盛德四年（公元1179年，南宋淳熙六年）。元明清时期，由李元阳狮子关游览题记、徐弘祖《徐霞客游记》等材料，时人确知石钟山石窟的存在但不以为意。1939年，李霖灿赴石钟山石窟考察，并于次年将考察报告寄沈从文。此为石钟山石窟进入学术界视野之始。李霖灿推断石钟山石窟石凿于南诏，是报告中最重要的学术论断。1950年，宋伯胤随中央西南访问团到云南作首次民族调查；作为此次调查的成果之一，宋伯胤《记剑川石窟》刊载在1957年4月《文物参考资料》。1961年3月，石钟山石窟（包括石钟寺、狮子关、沙登）由国务院公布为第一批全国重点文物保护单位。1999年，北京大学考古系、云南大学历史系组成剑川石窟考古研究课题组，再次对石窟进行全面考察，出版《剑川石窟——1999考古调查简报》。

## 石窟

### 石钟寺
- 第一号窟：异牟寻议政图（大理国）

开凿于大理国末。雕王者及侍臣像共9躯。中为王者，戴冠，着圆领宽袖长袍，坐双龙头靠椅。座前雕一童子，头顶仰莲托盘，左手抚膝，右手扶盘，盘中有香、花、果供养。王者左手三人，分持短棒、长柄扇、曲柄剑；右手两人，一捧盒，一背斗笠持曲杖。龛之左右两壁各雕文官一驱，对坐。窟右壁另存阴线雕刻人像一个，可能是天竺僧人形象。按当地传说，此龛主尊像为南诏异牟寻王，左右对坐文官即当时领、议政之清平官。这一说法为多数学者赞同，故俗以“异牟寻议政图”命名。护卫仪仗中的剑、曲杖，或为《蛮书》所载的“铎鞘”、“赤藤杖”。主尊所带之冠，亦可见于《张胜温画卷》，《蛮书》称之为“头囊”。根据比较一致的结论，本窟开凿于大理国时期，而尊像系前代雄主。因此，本窟造像显非功德龛，又不同于中原地区石窟将帝王尊像与佛像融为一体宣示“皇帝即当今如来”的窟龛，其造像意图有待探讨。

本窟实际上有明确纪年“隆德七年賓川人李成德游此”的墨書字樣。但大理国年号失考，无从对应公元纪年。
- 异牟寻议政图

- 第二号窟：阁逻凤出巡图（大理国）

开凿于大理国，造像整体布局类似一号窟。王者居中，戴冠，着圆领宽袖长袍，坐双龙头靠椅。座椅垫褥四周雕花，边缀缨带。屏风雕日月及飞龙。王者右手略低，有一着袈裟持念珠坐像，像后撑曲柄伞，可能是一极有地位的僧人。王者身后左右，有侍从像6躯，抱剑、持扇、举旗等。窟之前侧，左右各雕一文官，疑为清平官。本窟造像，人物高低相间，主次分明，布局严谨。线条流畅，雕刻细腻，在石钟山石窟中实属雕刻最为精致的一窟。一般认为，二号窟主尊为南诏阁逻凤王；僧人像则是传说中阁逻凤之弟，即“阁陂”和尚；清平官之一，则是撰写《德化碑》的郑回。习惯上，以“阁逻凤出巡图”命名本窟。与一号窟相同，本窟造像意图尚不明确。
- 第三号窟：地藏王菩萨造像（大理国）

开凿于大理国。为单尊像，作比丘打扮，戴风帽，饰耳环、璎珞，着圆领通肩袈裟，跣足倚坐莲台之上。左手持摩尼宝珠，右手已毁。从造型上看，为地藏王菩萨无疑。背光为圆形，尚残留有红、白、黑等颜料。
- 地藏王菩萨造像

- 第四号窟：华严三圣造像（公元9-10世纪）

开凿于南诏末至大理国初。造像共7躯，为一佛、二弟子、二菩萨及狮奴、象奴，其中二弟子像为浅浮雕，余为高浮雕。主尊毘卢遮那佛，跣足倚坐，着凉州式袒右袈裟，右手结说法印，左手已残毁。主尊右手为普贤菩萨及象、象奴；左手为文殊菩萨，狮子、狮奴残毁严重。本窟与四川、重庆等地石窟同类造像极其相似。
- 普贤菩萨造像.华严三圣

- 第五号窟：维摩诘经变（南诏）

开凿于南诏末。中心龛为高度写实的佛殿，左右为两个拱形浅龛（均为观世音菩萨造像）。中心龛室，浮雕有山石、日、月、佛塔等，山间有人像二十余躯，最小不过2厘米。中尊为居士打扮，盘膝而坐，左手持羽扇。中尊右手坐像，坐须弥座上，头部已毁，身体前倾，着袈裟，左手持书卷，右手支左脚上。中尊左手坐像，坐须弥座上，头部已毁。依造像内容，本窟中心龛为《维摩诘所说经》无疑。中尊即维摩诘居士，右尊即文殊菩萨，左尊当为舍利弗尊者。更具体的说，表现的是《不思议品》及《观众生品》的内容。
- 第六号窟：明王堂（公元9-10世纪）

开凿于南诏末至大理国初。本窟为石钟山石窟中最大一窟，通面阔约11米，高约5米；由六根方柱将本窟分为五龛，窟龛下段为连续须弥座。正中一龛，雕一佛二弟子，主尊毘卢遮那佛跏趺坐，着袒露右肩式袈裟，左手结禅定印，右手结触地印。主尊左右侍立阿难、迦叶。左右四龛，每龛两躯尊像，共八躯，为八大菩萨化现之忿怒相。题榜依次是大圣东方六足尊明王（文殊菩萨化身）、大圣东南方降三世明王（金刚藏菩萨化身）、大圣南方无能胜明王（地藏菩萨化身）、大圣西南方大轮明王（弥勒菩萨化身）、大圣西方马头明王（观世音菩萨化身）、大圣西北方大笑明王（虚空藏菩萨化身）、大圣北方步掷明王（普贤菩萨化身）、大圣东北方不动明王化身（除盖障菩萨化身）。本窟最外左右两侧，各一尊护法神像。
- 第七号窟：甘露观音（大理国）

开凿于大理国。甘露观音，或者称为“杨枝观音”，也有可能是《张胜温画卷》中的“南无孤绝海岸观世音”，民间俗称为“剖腹观音”。主尊像倚坐，两足踏莲花，左手置腹前捧钵，右手上举执柳枝，作洒甘露状，双臂佩钏，双腕戴镯；头戴宝冠，冠中有化佛；身著天衣垂于座下，佩巾络腋，胸前饰璎珞；尖顶圆光和圆形背光上刻精美的火焰花卉图案, 二者在头后相接。尊像面容丰腴，凝眸正视，曲眉杏目,容貌慈祥。主尊左右侍女两人，一捧盒，一捧净瓶。龛壁有元明时期藏文题记，大意为“将世间受无边苦难的众生，从痛苦的深渊中拯救出来的是佛。把尊颜刻于岩石，恳求佛的保佑，把我等福薄的罪恶众生从苦难中解脱出来。吉祥！”
- 甘露观音造像

- 第八号窟：俗“阿央白”（大理国）

本窟开凿于大理国盛德四年，公元1179年。分上下两层，上层五龛，下层五龛。上层正中拱形龛，中雕仰莲座，座上以近圆雕形式高浮雕一锥状物，中央凿一深槽；深槽两侧，有打凿痕迹。本窟莲花宝盖中心墨书尚能依稀辨认：“古以圣主自在灵台筏？道兰/若观世音者法法无相渡四生/而方便法师忙忙无形祥□情/而□□□□其造像主□坐/上士布□□□天王员者善言/维于相如功能□于□万代次名□□□中福田无穷/子孙世世□□□果生生无尽后/盛德四年作□己亥岁八月三日记”。由此证明本窟开创年代及主尊原系观音立像，但不知何时何故观音立像毁坏。后人打破盛德四年题记刻“西疋乃”三字，并在窟后壁左右书“广集化生路，大开方便门”对联。

### 狮子关
- 第九号窟：细奴逻大王及后妃男女从者造像（大理国）

开凿于大理国末期。造像共7躯。中左尊像着王者冠服，中右尊像着王妃冠服。王及王妃中间坐小孩一人，身后左右各站立一少年男童。王之身前右手、妃之身前左手，各立男女侍者一人，分持扇、笔。王妃肩后正中壁上有题记：“大圣聖躅□/大王及后妃男女/从者尊容元/玖造像昌宁记之”。都是以前朝君主为主要尊像，但与一号窟、二号窟极力模仿佛殿再现朝会景象不同，本窟造像布局类似当地后世本主庙神龛布局。从雕刻工艺上看，属于大理国末年民间工匠的作品。
- 第十号窟：观音化现梵僧造像（大理国）

开凿于大理国盛德四年，公元1179年。本窟在狮子关凌空石壁上，内雕僧人像一躯，头戴莲花冠，深目高鼻，有头光，左手持净瓶，右手结降魔印。尊像左手浮雕一犬弓身回首。壁上有造像题记，“紫石云中，信境兰若。盛德四年六月七日造像施主工匠金榜杨天王秀创”。依照后世编纂成书的《白国因由》，本窟内容或与观世音化现梵僧、降伏罗刹有关。
- 盛德四年观音化现梵僧造像

- 第十一号窟：波斯国人像（大理国）

开凿于大理国。本窟为一拱形浅龛，刻一立像，面目残损模糊不清，双手所持器物亦只知大概形状为上端细而下端粗。龛壁上刻有“波斯圀人”四个大字。关于造像中的“波斯国”究竟指哪一地区或国家，学界一直有争论，目前没有明确结论。

### 沙登箐
- 第十二号窟：佛、菩萨造像（南诏）

本窟为多龛合编为一窟，造像分上下两层，共九龛。上层五个方形浅龛，皆为浅浮雕，头大身短面目模糊。从左至右依次为：一佛二弟子，一佛二菩萨，一佛二弟子，阿弥陀佛，一佛二菩萨。下层四龛。第一龛佛像1躯，跏趺坐，左手结禅定印，右手结触地印。第二龛雕佛像2躯。左尊倚坐，左手结触地印，右手结说法印；右尊跏趺坐，双手结弥陀定印。第三龛雕佛像1躯，倚坐，着通肩式袈裟，左手结触地印，右手结说法印。第四龛雕菩萨像1躯，戴冠，中有化佛，左手执净瓶，右手持杨枝上举。
其中，下层第二龛刻有题记“沙追附尚邑/三赕白张傍/龙妻盛梦和/男龙庆龙君/龙世龙安/龙千等有善因/缘敬造弥勒/佛阿弥陀佛/国王天启十/一年七月廿/五日题记”。这是石钟山石窟现存最早的一则造像题记，天启是南诏劝丰佑王的年号，天启十一年即公元850年。
- 第十三号窟：观世音菩萨造像（大理国）

开凿于大理国。雕菩萨像1躯，额头方阔，两眉相连如弓，右手结说法印，左手结安慰印，上身全袒，下身窄瘦，佩璎珞，着裙裳，两腿直立。本窟有题记三则“大理国造像施主药师祥妇人观音好爱□媳□□等敬雕”；“奉为造像施主药师祥妇人观音等敬雕”；“大理国沙退□□□禅妇人/ □□□□□□敬造观音像”。由是可知造像时代。造型即“阿嵯耶观音”。
- 第十四号窟：说法图（南诏）

开凿于南诏。造像风格与十二号窟极其相似，当为同一时期作品。本窟为拱形浅龛，雕像3躯，中心为倚坐佛像，着通肩式袈裟，左手结禅定印，右手结说法印，跣足踏于莲花之上。左右二弟子拱手侍立，面目残损。主像高220厘米，弟子立像高180厘米。
- 第十五号窟：毗沙门天造像（公元9-10世纪）

开凿于南诏末至大理国初。为拱形浅龛。尊像为毗沙门天，高200厘米，头后有火焰光一周，左手托塔，右手执三叉戟，两足各踏一地神。
- 第十六号窟：大黑天造像（大理国）

开凿于大理国。浮雕1躯，头后有火焰光一周，发辫盘作高髻，上束一串骷髅，以蛇作耳环，满腮卷须。上身袒露，腰系裙。有六只手臂，左边三只手各执鼙鼓、骷髅钵、念珠；右边三只手各执三叉戟、宝剑、绢索。露膝，跣足，手臂及脚上皆缠绕毒蛇。由其形象，可知尊像为大黑天。
- 第十七号窟：阴刻观音化现梵僧像（大理国）

开凿于大理国。阴刻一僧人像，有圆形头光，戴莲花冠，着交领长衫，一手上举花束，一手持净瓶。足穿靴，身旁雕一犬。由狮子关库区浮雕观音化现梵僧像可知，此阴刻尊像亦是同一题材。此窟唯阴刻粗疏线条，被认为是当时工匠练习之作或开龛造像的初步工序。

## 特点

### 建筑
石钟山石窟有多窟以殿宇式龛的形象，并有精细雕琢的须弥座、殿宇、帐帏等，为了解南诏至大理国时期木结构建筑提供了重要实物证据。
- 阁逻凤出巡图中的帐帏

此龛帐帏刻画比较细致，再现了大理国时期的宫廷场景。
- 帐帏细节.阁逻凤出巡图

- 维摩诘经变中的木构殿堂形象

外观上，此龛就是一所三间小佛殿。须弥座台基，仰莲柱础，束莲柱、柱头明显卷杀，无普拍枋，双层阑额或阑额施七朱八白彩画，四铺作出一跳华栱，柱头有一抹斜华栱，壸门雕饰。两柱间有铺作三朵，泥道栱鸳鸯交手、或为隐刻。单檐，板瓦较大，未明确雕出屋顶形制。建筑上彩绘均以浮雕花纹表示。
- 明王堂中的木构殿堂形象

明王堂同样具有仿木结构。五开间，方柱。左右两边四柱，柱头上仰莲圆栌斗，上承蜀柱，蜀柱上安重栱丁头栱，蜀柱顶支方斗，与丁头栱共同承额。正中两柱高于边柱，两柱间为拱券。从左右尽头两根方柱上残留的卯榫洞推测，建成当时应该有木构窟檐。

### 装饰图案
石钟山石窟中出现的装饰图案，有卷草纹、忍冬纹、连珠纹、莲瓣、火焰宝珠。也有金刚杵等法器用作装饰纹样。维摩诘经变龛中的束莲柱，中段刻束莲，柱顶刻覆莲，与敦煌壁画及木构窟檐中的束莲柱相近。明王堂方柱有石刻束带柱，亦可见于敦煌中唐时期壁画。

### 壁画
石钟山露天崖壁上，残留有四幅绘制于南诏末的壁画。为菩萨像，面目已模糊不清。壁画为南诏时期留存至今的唯一处绘画真迹，风格与同时期敦煌壁画相近。
- 菩萨像.石钟山石窟

## 图片
- 石宝山入口
- 宝相寺
- 远眺石钟寺
- 远眺狮子关
- 石钟寺承露亭
- 石钟山猕猴